# Gladys Tejeda
Gladys Tejeda (née le 30 septembre 1985 à Jauja au Pérou) est une athlète péruvienne, spécialiste des courses de fond.

## Biographie
Médaillée d’or du marathon lors des Jeux panaméricains de 2011, elle termine 43e des Jeux olympiques d'été de 2012.
Deuxième du 5 000 m lors des championnats d'Amérique du Sud d'athlétisme 2013, elle termine 26e des championnats du monde de semi-marathon 2014 et 9e de ceux de 2016. Elle détient le record d'Amérique du Sud du semi-marathon.
Elle prend part aux Jeux olympiques de 2016 et se classe 15e du marathon.
Après avoir décroché la médaille de bronze du marathon des Jeux panaméricains de 2011, elle remporte une première médaille d'or en 2015 qu'elle se voit ensuite retirer, ayant été contrôlée positive au furosémide et est suspendue de toute compétition pendant six mois. Elle remporte pour de bon la médaille d'or en 2019.
En 2022 elle termine sixième du marathon de Séville en 2 h 25 min 57 s et bat le record sud-américain que détenait sa compatriote Inés Melchor depuis 2014.

### Records
| Épreuve       | Performance     | Lieu      | Date            |
| ------------- | --------------- | --------- | --------------- |
| 5 000 m       | 16 min 0 s 55   | Torrance  | 20 avril 2018   |
| 10 000 m      | 32 min 18 s 49  | Palo Alto | 2 mai 2015      |
| Semi-marathon | 1 h 10 min 14 s | Cardiff   | 26 mars 2016    |
| Marathon      | 2 h 25 min 57 s | Séville   | 20 février 2022 |